# Могилевська Марина Олегівна
Могилевська Марина Олегівна (нар. 6 серпня 1970) — українська та російська кіноакторка. Членкиня Національної Спілки кінематографістів України.

## Життєпис
Народилася 6 вересня 1970 року у м. Заводоуковськ Тюменської обл.
Закінчила Київський економічний університет (1991) та Київський національний університет театру, кіно і телебачення імені Івана Карпенка-Карого. Працювала в Київському театрі російської драми. 1996 року переїхала до Москви. Працює на телебаченні (РТР).
цього року 2025 буде вже виповниться 55-й ювілей.

## Фільмографія
- 1988 — «Камінна душа» — Маруся
- 1989 — «Розпад» — Люба
- 1992 — «Тарас Шевченко. Заповіт» — Дзюня Гусаківська
- 1993 — «Гладіатор за наймом»
- 1993 — «Грішниця у масці»
- 1995 — «Репортаж»
- 1995 — «Атентат — Осіннє вбивство в Мюнхені» — Марта-Олена
- 1996 — «Острів любові» («Блуд»).
- 2006 — «П'ять хвилин до метро»
- 2006 — «Грозові ворота»
- 2012—2015 — «Кухня» — Олена Павлівна Соколова, шеф-кухар московського ресторану Arcobaleno
- 2012—2014 — «Скліфосовський» — Віра Георгіївна Зименська, головна лікарка
- 2014 — «Плюс Любов» — Раїса Іванівна, мати Люби
- 2017 — «Кухня: Остання битва» — Олена Павлівна Соколова
- 2018 — «Акварелі» — Регіна